# Griet Coppé
Griet Coppé (Roeselare, 23 september 1957) is een Belgisch politica voor CD&V.

## Biografie
Griet Coppé komt uit een politieke familie. Zowel haar vader als moeder waren gemeenteraadslid geweest voor de CVP. Nadat ze in 1979 het diploma van verpleegkundige behaalde aan het Verpleeginstituut van Roeselare, werkte ze van 1979 tot 1987 als verpleegkundige.
Coppé engageerde zich binnen het ACW en werd in 1994 voor de toenmalige CVP voor de eerste maal verkozen als gemeenteraadslid in Roeselare. In die legislatuur volgde ze in 1998 Abdelaziz Charkaoui Hajri op als schepen en werd bevoegd voor burgerzaken en welzijn. In 2000 en 2006 werd ze herkozen in de gemeenteraad en bevestigd in het schepencollege. Na de verkiezingen van 2006 ruilde ze burgerzaken voor onder meer huisvesting. Ze werd eveneens voorzitter van de sociale huisvestingsmaatschappij 'De Mandel'. Na de verkiezingen van 2012 werd ze bevoegd voor openbare werken, mobiliteit en ICT. Daniël Vanpoucke volgde haar in maart 2013 op als voorzitter van 'De Mandel'. Na de verkiezingen van 2018 werd ze schepen van Openbare Werken, Toegankelijkheid en ICT. Coppé bleef deel uitmaken van het schepencollege tot eind 2021 en verliet daarna de lokale politiek.
Bij de rechtstreekse Vlaamse verkiezingen van 7 juni 2009 werd ze verkozen in de kieskring West-Vlaanderen. Ook na de volgende  Vlaamse verkiezingen van 25 mei 2014 bleef ze Vlaams Parlementslid. Ze zetelde in het Vlaams Parlement van 2009 tot 2016 als effectief lid in de commissie Wonen en van 2009 tot 2014 als plaatsvervangend en vanaf 2014 als vast lid in de commissie Welzijn. Ze maakte van betaalbaar wonen, voldoende sociaal wonen, inzet voor de zorgsector, seniorenbeleid, palliatieve zorgen en zorgethiek haar hoofdtaak. Bij de verkiezingen van 26 mei 2019 was ze geen kandidaat meer.